# Peelennium
Peelennium (bisweilen auch Peelenium) ist eine Auswahl von Songs aus den Jahren von 1900 bis 2000, die der englische Radiomoderator John Peel in den letzten hundert Sendungen des Jahres 1999 seiner BBC-Radioshow ausstrahlte.

## Geschichte
Für Peelennium wählten John Peel und sein Team mindestens vier Songs aus jedem Jahr des Zeitraums 1900 bis 2000 aus. In jeder Sendung wurden die ausgewählten Songs eines Jahres gespielt.
Zielsetzung des Peelenniums war einerseits ein Programm zur Feier des Millenniums, andererseits ein Rückblick auf die wechselnden Ausprägungen der populären Musik des zurückliegenden Jahrhunderts und deren jeweiliger Einfluss auf unsere heutige Musik.
Die Ausstrahlung des Peelenniums begann am Donnerstag, dem 13. Mai 1999 mit dem Jahr 1900.

## Liste der vorgestellten Songs
| Nr. | Künstler                                              | Titel | Komponist                                                             | Jahr |
| --- | ----------------------------------------------------- | --- | --------------------------------------------------------------------- | ---- |
| 1   | Louis Bradfield                                       | I Want To Be A Military Man | Leslie Stuart/Owen Hall                                               | 1900 |
| 2   | Gus Elen                                              | If It Wasn’t For The ’Ouses In Between | Edgart Bateman/George Le Brunn                                        | 1900 |
| 3   | Albert Christian                                      | Soldiers of the Queen | Leslie Stuart                                                         | 1900 |
| 4   | Peter Dawson                                          | The Miner’s Dream of Home |                                                                       | 1900 |
| 5   | Jack Morrison & The Variety Singers                   | Knocked ’Em In The Old Kent Road | Albert Chevalier                                                      | 1901 |
| 6   | The Variety Singers                                   | Beer, Beer, Glorious Beer Ask A Policeman | Harry Anderson, Steve Leggett, Will Godwin, A E Durandeau, E W Rogers | 1901 |
| 7   | Parlophone Quartet                                    | Why Did I Leave My Little Back Room? Our Lodger’s Such A Nice Young Man                                                                           | F Murray/L Barclay                                                    | 1901 |
| 8   | Herbert Darnley                                       | My Next Door Neighbour’s Garden |                                                                       | 1901 |
| 9   | Lionel Monckton                                       | Under The Deodar |                                                                       | 1902 |
| 10  | The Florodra Girls                                    | Tell Me Pretty Maiden | Boyd-Jones/Paul Rubens                                                | 1902 |
| 11  | Edna Thornton with Orchestra                          | Land of Hope and Glory | Edward Elgar                                                          | 1902 |
| 12  | Arthur Collins                                        | Won’t You Come Home Bill Bailey? | Hugh Cannon                                                           | 1902 |
| 13  | Marie Lloyd                                           | That’s How the Little Girl Got On |                                                                       | 1903 |
| 14  | Hamilton Hill                                         | A Bird in a Gilded Cage |                                                                       | 1903 |
| 15  | Vesta Victoria                                        | Riding on a Motor Car |                                                                       | 1903 |
| 16  | Jack Pleasants                                        | I Shall Sulk | Murphy/Lipton                                                         | 1903 |
| 17  | Ernie Mayne                                           | I Can’t Do My Bally Bottom Button Up |                                                                       | 1904 |
| 18  | Isabel Jay                                            | My Heart’s At Your Feet | Monckton                                                              | 1904 |
| 19  | Isabel Jay                                            | Poor Wand’ring One | Gilbert and Sullivan                                                  | 1904 |
| 20  | Albert Sandler Trio                                   | Kashmiri Song (Four Indian Love Lyrics) | Amy Woodford-Finden                                                   | 1904 |
| 21  | Winnie Melville                                       | The Pipes of Pan | Lionel Monckton                                                       | 1905 |
| 22  | Robert Fear                                           | Cigarette | Herbert Haines/Charles Taylor                                         | 1905 |
| 23  | Isabel Jay                                            | You And I | Monckton                                                              | 1905 |
| 24  | George Baker with Orchestra and Male Quartet          | If Those Lips Could Only Speak | Charles Ridgewell & Will Goodwin                                      | 1905 |
| 25  | Harry Lauder with Orchestra                           | Stop Your Tickling Jock | Lauder                                                                | 1906 |
| 26  | Victoria Monks with Orchestra B                       | Give My Regards To Leicester Square | William/Hargreaves                                                    | 1906 |
| 27  | Miss Florrie Forde                                    | Waltz Me Round Again |                                                                       | 1906 |
| 28  | George Alexander                                      | I Want What I Want When I Want It | Victor Herbert                                                        | 1906 |
| 29  | Florrie Forde                                         | I Do Like To Be Beside The Seaside |                                                                       | 1907 |
| 30  | Derek Oldman                                          | I Know A Lovely Garden | Lamber/D'Hardelot                                                     | 1907 |
| 31  | Gerald Adams & The Variety Singers                    | By the Side of the Zuyder Zee | Bennett Scott/AJ Mills                                                | 1907 |
| 32  | Eleanor Jones Hudson                                  | Rose in the Bud | Dorothy Foster/P J Barrow                                             | 1907 |
| 33  | Grace Cameron                                         | Adam and Eve | Klein/Strong/Burnside                                                 | 1908 |
| 34  | Maude Raymond                                         | Goodbye Molly Brown | Jerome/Madden                                                         | 1908 |
| 35  | George M. Cohan                                       | The Small Town Gal | Cohan                                                                 | 1908 |
| 36  | Maude Raymond                                         | The Dusky Salome | Jerome/Madden                                                         | 1908 |
| 37  | Gertie Miller                                         | Moonstruck | Lionel Monckton                                                       | 1909 |
| 38  | George Grossmith, Jr.                                 | Yip-I-Addy-I-Ay | Flynn/Grossmith/Cobb                                                  | 1909 |
| 39  | Phylis Dare                                           | Bring Me A Rose | Ambient/Thompson/Wimperis/Monckton/Talbot                             | 1909 |
| 40  | George H. Chirgwin                                    | The Jocular Joker | Coborn                                                                | 1909 |
| 41  | Stanley Kirkby and Orchestra                          | Don’t Go Down The Mine |                                                                       | 1910 |
| 42  | Columbia Light Opera Company                          | Tony From America | Lionel Monckton, Arthur Wimperis                                      | 1910 |
| 43  | Harry Champion & Orchestra                            | Ginger You’re Barmy | Fred Murray                                                           | 1910 |
| 44  | Ella Retford                                          | Molly O’Morgan | Letters/Godfrey                                                       | 1910 |
| 45  | Jack Pleasants                                        | I’m Shy Mary Ellen, I’m Shy | Charles Ridgewell, George Stevens                                     | 1911 |
| 46  | Billy Merson                                          | The Photo of the Girl I Left Behind | Billy Merson                                                          | 1911 |
| 47  | Nora Bayes & Jack Norworth                            | Turn Your Light Off Mister Moon Man | Bayes/Norworth                                                        | 1911 |
| 48  | Charles King                                          | Let Me Stay And Live In Dixieland | King/Brice                                                            | 1911 |
| 49  | Jack Pleasants                                        | I’m Twenty-One Today | Alec Kendal                                                           | 1912 |
| 50  | Mark Sheridan (Sänger)                                | Who Were You With Last Night | Sheridan/Godfrey                                                      | 1912 |
| 51  | Vesta Victoria                                        | Look What Percy’s Picked Up In The Park | Castling                                                              | 1912 |
| 52  | Bert Williams                                         | My Landlady | Williams/Mierisch/Brymm                                               | 1912 |
| 53  | Chauncey Olcott                                       | I Love the Name of Mary | Richard Oldham/Helen Taylor                                           | 1913 |
| 54  | Harry Lauder                                          | It’s Nicer to Be in Bed | Harry Lauder                                                          | 1913 |
| 55  | Chauncey Olcott                                       | When Irish Eyes Are Smiling | Ball/Olcott/Graff                                                     | 1913 |
| 56  | Harry Fragson                                         | Hello! Hello! Who’s Your Lady Friend? | David/Lee/Fragson                                                     | 1913 |
| 57  | Harrison Latimer                                      | Are We Downhearted? No! | Lawrence Wright, Worton David                                         | 1914 |
| 58  | Basil Hallam                                          | Gilbert The Filbert | Herman Finck                                                          | 1914 |
| 59  | Violet Loraine and Ambrose Thorne and Orchestra       | When We’ve Wound Up the Watch on the Rhine | F W Mark, H E Darewsk                                                 | 1914 |
| 60  | Clarice Mayne and 'That' (James W Tate)               | I Was a Good Little Girl Till I Met You | Clifford Harris, James W Tate                                         | 1914 |
| 61  | Jack Normoth and Orchestra                            | Kitty The Telephone Girl | AJ Lawrence/Huntley Trevor/Tom Mellor/Harry Gifford                   | 1915 |
| 62  | Marie Lloyd                                           | A Little of What You Fancy | Fred W. Leigh/George Arthurs                                          | 1915 |
| 63  | Vesta Tilley with Ray Wallace & Orchestra             | Jolly Good Luck To The Girl Who Loves A Soldier Following In Father’s Footsteps ‘‘The Seaside Sultan’‘                                            | Fred W. Leigh/Kenneth Lyle                                            | 1915 |
| 64  | Debroy Somers Band                                    | It’s a Lovely War medley: Here We Are Again Sister Susie Sewing Shirts for Soldiers Never Mind Army of Today’s Alright We Haven’t Seen the Kaiser | R P Weston/Herman Darewski                                            | 1915 |
| 65  | Walter Jeffries                                       | Everybody’s Crazy on the Foxtrot | Bennett Scott                                                         | 1916 |
| 66  | Al Jolson                                             | A Broken Doll | Joseph W Tate/Clifford Harris                                         | 1916 |
| 67  | Jack Pleasants                                        | Watching The Trains Come In | Frank Leo                                                             | 1916 |
| 68  | Ella Shields                                          | Burlington Bertie from Bow | Hargreaves                                                            | 1916 |
| 69  | Walter Glynne                                         | I Passed By Your Window | May Brahe                                                             | 1917 |
| 70  | Josie Collins                                         | Love Will Find A Way | Harold Fraser-Simpson/Graham                                          | 1917 |
| 71  | Florrie Forde                                         | Take Me Back to Dear Old Blighty | AJ Mills/Fred Godfrey/Bennett Scott                                   | 1917 |
| 72  | The Six Brown Brothers                                | Smiles And Chuckles | Klickmann                                                             | 1917 |
| 73  | George Robey, Clara Evelyn                            | First Love, Last Love, Best Love | Nat D Ayer, Clifford Grey                                             | 1918 |
| 74  | Courtland and Jeffries                                | Good Bye-ee | R P Weston, Burt Lee                                                  | 1918 |
| 75  | Harry Weldon                                          | What Do You Want to Make | Foley                                                                 | 1918 |
| 76  | Dorothy Ward                                          | I Want a Girl | Dillon/Tilzer                                                         | 1918 |
| 77  | Mayfair Dance Orchestra                               | Omaha | Horatio Nicholls, Worton David                                        | 1919 |
| 78  | Master Thomas Criddle                                 | That Old Fashioned Mother of Mine | David Nicholls                                                        | 1919 |
| 79  | Lilly Morris                                          | Don’t Have Any More Mrs. Moore | Castling/Walsh                                                        | 1919 |
| 80  | Original Dixieland Jass Band                          | Tiger Rag | D J LaRocca                                                           | 1919 |
| 81  | Waller Williams & Vaudeville Theatre Orchestra        | I Know Where The Flies Go In Summertime | Sam Mayo                                                              | 1920 |
| 82  | Mayfair Dance Orchestra                               | Wyoming Lullaby | Gene Williams                                                         | 1920 |
| 83  | George Formby, Sr.                                    | Sailing | Formby                                                                | 1920 |
| 84  | Art Hickman's Orchestra                               | Avalon | Composer: Al Jolson, Vincent Rose                                     | 1920 |
| 85  | Richard Crooks                                        | Arise O Sun | Lockton/Wood                                                          | 1921 |
| 86  | Patrick Waddington                                    | Night May Have Its Sadness | Ivor Novello                                                          | 1921 |
| 87  | Alfred Lester                                         | Ours Is A Nice ’ouse Ours Is | Herbert Rule, Fred Holt                                               | 1921 |
| 88  | Paul Biese Trio                                       | Canadian Capers | Chandler/White/Cohen                                                  | 1921 |
| 89  | Ernest Hastings                                       | My Word You Do Look Queer | R P Weston, Bert Lee                                                  | 1922 |
| 90  | Al Jolson                                             | Toot Toot Tootsie | Bombo                                                                 | 1922 |
| 91  | Pianola Roll                                          | The Sheik of Araby | Ted Snyder                                                            | 1922 |
| 92  | Fred Barnes Baritone With Orchestra                   | Sally (The Sunshine of Our Alley) | W. Stanley/A. Allen                                                   | 1922 |
| 93  | Melville Gideon                                       | Horsey Keep Your Tail Up | Melville Gideon                                                       | 1923 |
| 94  | Will Fyffe                                            | I Belong to Glasgow | Fyffe                                                                 | 1923 |
| 95  | I V „Bud“ Sheppard                                    | Rose of the Rio Grande | Warren/Gorman                                                         | 1923 |
| 96  | Louis Armstrong with King Oliver                      | Dipper Mouth Blues | Oliver/Armstrong                                                      | 1923 |
| 97  | Anne Ziegler & Webster Booth                          | The Second Minuet | Maurice Besly                                                         | 1924 |
| 98  | Bert Firman                                           | Pasadena | Leslie/Warren                                                         | 1924 |
| 99  | Arcadian Serenaders                                   | Bobbed Haired Bobby | Ford/Ward                                                             | 1924 |
| 100 | Bix Beiderbecke                                       | Fidgety Feet | La Rocca/Shields                                                      | 1924 |
| 101 | Cyril Norman & Herman Darewski                        | When Sergeant Major’s on Parade | Longstaffe                                                            | 1925 |
| 102 | Savoy Havana Band                                     | Ogo-Pogo | Strong                                                                | 1925 |
| 103 | Sir Harry Lauder                                      | Keep Right On to the End of the Road | Lauder/Dillion                                                        | 1925 |
| 104 | Savoy Orpheans                                        | Charleston | Cecil Mack/James P. Johnson                                           | 1925 |
| 105 | Blind Blake                                           | Come On Boys Lets Do That Messin’ Around | Blind Blake                                                           | 1926 |
| 106 | Johnny Hamp’s Kentucky Serenaders                     | Blackbottom | De-Sylva/Brown/Henderson                                              | 1926 |
| 107 | Henry Hall And His Gleneagles Hotel Band              | Bird Song At Eventide | Coates                                                                | 1926 |
| 108 | The Happiness Boys                                    | She Knows Her Onions | Yellen/Ager/Pollack                                                   | 1926 |
| 109 | Louis Armstrong                                       | Struttin’ With Some Bar-B-Q | Hardin                                                                | 1927 |
| 110 | Duke Ellington & His Orchestra                        | Black and Tan Fantasy | Ellington/Miley                                                       | 1927 |
| 111 | Nat Shilkret & His Victor Orchestra                   | Flapperette | Greer/L Wright                                                        | 1927 |
| 112 | Blind Willie Johnson                                  | Dark Was the Night, Cold Was the Ground | Traditional                                                           | 1927 |
| 113 | George Metaxa with Carroll Gibbons & his Orchestra    | Sweet Sue, Just You | Harris/Young                                                          | 1928 |
| 114 | Harold Collins & His Orchestra                        | Fashionette | Glogan/King                                                           | 1928 |
| 115 | Ukulele Ike AKA Cliff Edwards                         | Just Like a Melody Out of the Sky |                                                                       | 1928 |
| 116 | Blind Willie McTell                                   | Statesboro Blues | McTell                                                                | 1928 |
| 117 | Peter Dawson                                          | The Admiral’s Broom | Bevan                                                                 | 1929 |
| 118 | Ambrose & His Orchestra                               | Tip Toe Through The Tulips With Me | Dubin/Burke                                                           | 1929 |
| 119 | Stanley Lupino & The Gaiety Theatre Orchestra         | I Lift Up My Finger And I Say Tweet Tweet | Leslie Sarony                                                         | 1929 |
| 120 | King Oliver                                           | New Orleans Shout | King Oliver                                                           | 1929 |
| 121 | Van Phillips                                          | I’m In The Market For You | McCarthy/Hanley                                                       | 1930 |
| 122 | Fred Astaire                                          | Puttin’ on the Ritz | Irving Berlin                                                         | 1930 |
| 123 | Jack Payne                                            | My Baby Just Cares For Me | Donaldson/Kahn                                                        | 1930 |
| 124 | Leslie Sarony with novelty accompaniment              | Bunkey-Doodle-I-Doh | Sarony                                                                | 1930 |
| 125 | Layton & Johnstone                                    | Oh Donna Clara | Peterburski/Kennedy/after Beda                                        | 1931 |
| 126 | Al Bowlly with Ray Noble & His Orchestra              | Goodnight Sweetheart | Noble/Campbell/Connelly                                               | 1931 |
| 127 | Bing Crosby                                           | Just a Gigolo | Casucci/Caesar                                                        | 1931 |
| 128 | Ruth Willis, Blind Willie McTell                      | Experience Blues | Willis                                                                | 1931 |
| 129 | Pat O’Malley                                          | Goopy Geer | Herman Hupfeld                                                        | 1932 |
| 130 | Unknown with Ray Noble                                | Try a Little Tenderness | Woods/Campbell/Connelly                                               | 1932 |
| 131 | Ambrose & His Orchestra with Elsie Carlisle           | The Clouds Will Soon Roll By | Woods/Dixon                                                           | 1932 |
| 132 | Charlie Kunz                                          | Kunz Solo Medly - Lovely To Look At/Some Gets In Your Eyes/Night & Day                                                                            |                                                                       | 1932 |
| 133 | BBC Dance Orchestra                                   | The Wedding of Mister Mickey Mouse |                                                                       | 1933 |
| 134 | Frances Langford                                      | Stormy Weather | Arlen/Koehler                                                         | 1933 |
| 135 | Spike Hughes & His All American Orchestra             | How Come You Do Me Like You Do | Austin/Bergere                                                        | 1933 |
| 136 | Joe Venuti & His Blue Six                             | Jazz Me Blues | Delaney                                                               | 1933 |
| 137 | Gid Tanner and his Skillet Lickers                    | Hawkin’s Rag |                                                                       | 1934 |
| 138 | Scott Wood & His Orchestra                            | I Only Have Eyes for You | Dubin/Warren                                                          | 1934 |
| 139 | Chick Webb                                            | What A Shuffle | Kirkpatrick                                                           | 1934 |
| 140 | Jimmie Lunceford & His Orchestra                      | Stratosphere | Lunceford                                                             | 1934 |
| 141 | George Formby                                         | Fanlight Fanny | Gifford/Ford/Cliffe/Formby                                            | 1935 |
| 142 | Sleepy John Estes                                     | Stop That Thing |                                                                       | 1935 |
| 143 | Western Brothers                                      | We’re Frightfully BBC | Kenneth and George Western                                            | 1935 |
| 144 | Bunny Berigan & His Blue Boys                         | Chicken & Waffles | Berigan                                                               | 1935 |
| 145 | Andy Kirk                                             | Lotta Sax Appeal | Williams/Williams                                                     | 1936 |
| 146 | Leslie Hutchinson                                     | These Foolish Things | Marvell/Strachey                                                      | 1936 |
| 147 | Robert Johnson                                        | 32-20 Blues | Johnson                                                               | 1936 |
| 148 | Carroll Gibbons                                       | I’ve Got You Under My Skin | Cole Porter                                                           | 1936 |
| 149 | Bob Wills & His Texas Playboys                        | Steel Guitar Stomp | Wills                                                                 | 1937 |
| 150 | Frances Langford                                      | Once In A While | Edwards/Green                                                         | 1937 |
| 151 | Benny Goodman & His Orchestra                         | Sing, Sing, Sing | Prima                                                                 | 1937 |
| 152 | Robert Johnson                                        | Hellhound on My Trail | Johnson                                                               | 1937 |
| 153 | Kokomo Arnold                                         | Goin’ Down In Galilee |                                                                       | 1938 |
| 154 | Tommy Trinder                                         | I Don’t Do Things Like That | Trinder                                                               | 1938 |
| 155 | Andy Kirk                                             | Twinklin’ | Williams                                                              | 1938 |
| 156 | Count Basie                                           | Panassie Stomp | Basie                                                                 | 1938 |
| 157 | Fats Waller & His Rhythm                              | Your Feets Too Big | Benson/Fisher                                                         | 1939 |
| 158 | Cripple Clarence Lofton                               | I Don’t Know |                                                                       | 1939 |
| 159 | Chick Henderson with Joe Loss & His Band              | Begin the Beguine | Cole Porter                                                           | 1939 |
| 160 | König Georg VI.                                       | Königliche Weihnachtsansprache von Georg VI. |                                                                       | 1939 |
| 161 | Joe Loss & His Band                                   | The Spitfire Song | HM King                                                               | 1940 |
| 162 | Bukka White                                           | Special Stream Line | White                                                                 | 1940 |
| 163 | Nat Gonella & His New Georgians                       | I’m Nobody’s Baby | Davis/Ager/Santly                                                     | 1940 |
| 164 | The Ink Spots                                         | When the Swallows Come Back to Capistrano | Leon René                                                             | 1940 |
| 165 | Al Bowlly & Jimmy Messene                             | When That Man Is Dead And Gone | Berlin                                                                | 1941 |
| 166 | Joe Loss & His Band                                   | ‘V‘ Stands For Victory | Horatio Nicholls                                                      | 1941 |
| 167 | Washboard Sam                                         | She Belongs To The Devil |                                                                       | 1941 |
| 168 | Jay McShann                                           | Vine Street Blues | McShann                                                               | 1941 |
| 169 | Ukulele Ike (AKA Cliff Edwards)                       | It Had To Be You/Paddlin’ Madelin’ Home | Woods                                                                 | 1942 |
| 170 | Billie Holiday vocals; Paul Whiteman & His Orchestra  | Travellin’ Light | Young/Mundy/Mercer                                                    | 1942 |
| 171 | The Royal Air Force Dance Orchestra – Sergeant Miller | Jersey Bounce | Plater/Bradshaw/Johnson/Wright                                        | 1942 |
| 172 | Harry Roy & His Band, vocals: Renee Lister            | Chattanooga Choo Choo | Gordon/Warren                                                         | 1942 |
| 173 | New Mayfair Dance Orchestra                           | Pedro The Fisherman | Purcell/Parr-Davies                                                   | 1943 |
| 174 | Ambrose & His Orchestra, vocals: Anne Shelton         | You’d Be So Nice to Come Home To | Cole Porter                                                           | 1943 |
| 175 | Dinah Washington                                      | Evil Gal Blues | Leonard Feather                                                       | 1943 |
| 176 | Bing Crosby & The Andrews Sisters                     | Pistol Packin’ Mama | Dexter                                                                | 1943 |
| 177 | Tampa Red                                             | Lula Mae |                                                                       | 1944 |
| 178 | Charlie Barnet                                        | Skyliner | Dale Bennett                                                          | 1944 |
| 179 | Bing Crosby & The Andrews Sisters                     | Ac-Cent-Tchu-Ate the Positive | Mercer                                                                | 1944 |
| 180 | Mills Brothers                                        | Till Then | Wood/Seller/Marcus                                                    | 1944 |
| 181 | Frank Sinatra                                         | Nancy (With the Laughing Face) | Van Heusen/Silvers                                                    | 1945 |
| 182 | Big Maceo                                             | Chicago Breakdown | Maceo Merryweather                                                    | 1945 |
| 183 | Jimmie Lunceford                                      | Rhythm Is Our Business | Cahn/Chaplin/Lunceford                                                | 1945 |
| 184 | Coleman Hawkins                                       | Rifftide | Hawkins                                                               | 1945 |
| 185 | Jack McVea and His Band                               | Open the Door Richard | McVea/Clarke                                                          | 1946 |
| 186 | Lionel Hampton & His Orchestra                        | Hamp’s Walkin’ Boogie | Hampton                                                               | 1946 |
| 187 | Carroll Gibbons, vocals: Rita Williams                | Chickery Chick | Dee & Lippman                                                         | 1946 |
| 188 | Arthur ‘‘Big Boy’‘ Crudup                             | That’s All Right (Mama) | Crudup                                                                | 1946 |
| 189 | Lester Young                                          | Jumpin’ With Symphony | Young                                                                 | 1947 |
| 190 | Frank Sinatra                                         | Try a Little Tenderness | Noble                                                                 | 1947 |
| 191 | Nat King Cole Trio                                    | There I’ve Said It Again |                                                                       | 1947 |
| 192 | Wynonie Harris                                        | Good Rockin’ Tonight | Brown                                                                 | 1947 |
| 193 | Pee Wee Hunt & His Orchestra                          | Twelfth Street Rag | Bowman                                                                | 1948 |
| 194 | Ella Fitzgerald; The Songspinners                     | My Happiness | Bergantine/Peterson                                                   | 1948 |
| 195 | Russ Morgan                                           | So Tired | Morgan/Stuart                                                         | 1948 |
| 196 | Eddie ‘‘Cleanhead’‘ Vinson & His Orchestra            | Some Women Do | Robinson/Vinson                                                       | 1948 |
| 197 | Vaughn Monroe                                         | Riders In The Sky | Jones                                                                 | 1949 |
| 198 | Elton Britt with the Skytoppers                       | Candy Kisses | George Morgan                                                         | 1949 |
| 199 | Jo Stafford & Gordon MacRae                           | ‘A’ - You’re Adorable | Kaye/Wise/Lippman                                                     | 1949 |
| 200 | Stick McGhee                                          | Drinkin’ Wine Spo-Dee-O-Dee | McGhee                                                                | 1949 |
| 201 | Phil Harris                                           | The Thing | Grean                                                                 | 1950 |
| 202 | Eve Young                                             | Silver Dollar | Hoffman Merril Watts                                                  | 1950 |
| 203 | John Byrd & His Blues Jumpers (Professor Longhair)    | Baldhead | Byrd                                                                  | 1950 |
| 204 | Anton Karas                                           | Harry Lime Theme | Karas                                                                 | 1950 |
| 205 | Winifred Atwell                                       | Black And White Rag | George Botsford                                                       | 1951 |
| 206 | Tennessee Ernie Ford                                  | The Shotgun Boogie | Ford                                                                  | 1951 |
| 207 | Fats Domino                                           | Rosemary |                                                                       | 1951 |
| 208 | Elmore James                                          | Dust My Broom | Johnson/James                                                         | 1951 |
| 209 | Percy Faith                                           | Delicado |                                                                       | 1952 |
| 210 | Muddy Waters                                          | She’s Allright | Waters                                                                | 1952 |
| 211 | Kay Starr                                             | Wheel of Fortune |                                                                       | 1952 |
| 212 | Rosemary Clooney                                      | Half as Much | Williams                                                              | 1952 |
| 213 | Earl Bostic                                           | Sleep | Liebig                                                                | 1953 |
| 214 | The Orioles                                           | Crying in the Chapel | Artie Glen                                                            | 1953 |
| 215 | Frankie Laine                                         | Answer Me (Mutterlein) | Sigman/Winkler/Rauch                                                  | 1953 |
| 216 | Art & Dotty Todd                                      | Broken Wings | Jerome/Grun                                                           | 1953 |
| 217 | The Chordettes                                        | Mr. Sandman | Ballard                                                               | 1954 |
| 218 | Doctor Ross                                           | Boogie Disease | Ross                                                                  | 1954 |
| 219 | The Crew-Cuts                                         | Sh-boom (Life Could Be A Dream) | Keyes/Feaster/McRae/Edwards/Feaster                                   | 1954 |
| 220 | The Four Aces                                         | Three Coins In The Fountain | Styne/Cahn                                                            | 1954 |
| 221 | Chris Barber & His Jazz Band                          | Wild Cat Blues | C Williams                                                            | 1955 |
| 222 | The Four Aces                                         | Love Is a Many-Splendored Thing | Webster/Fain                                                          | 1955 |
| 223 | Bill Haley & His Comets                               | Rock-A-Beatin’ Boogie | Haley                                                                 | 1955 |
| 224 | Elvis Presley                                         | Baby Let’s Play House | Arthur Gunter                                                         | 1955 |
| 225 | Lonnie Donegan                                        | Lost John | Donegan                                                               | 1956 |
| 226 | Bill Doggett                                          | Honky Tonk Pt 1 & 2 | Doggett/Shepherd/Scott/Butler                                         | 1956 |
| 227 | Gene Vincent                                          | Race With The Devil | Davis/Vincent                                                         | 1956 |
| 228 | Little Richard                                        | Long Tall Sally | Johnson/Penniman/Blackwell                                            | 1956 |
| 229 | Buddy Holly & The Crickets                            | An Empty Cup (And A Broken Date) | Petty/Orbison                                                         | 1957 |
| 230 | The Coasters                                          | Searchin’ | Leiber/Stoller                                                        | 1957 |
| 231 | Modern Jazz Quartet                                   | Golden Striker | Lewis                                                                 | 1957 |
| 232 | Jerry Lee Lewis                                       | It All Depends | Mize                                                                  | 1957 |
| 233 | Link Wray                                             | Rumble | Grant/Ray Sr                                                          | 1958 |
| 234 | Jerry Butler                                          | For Your Precious Love | Brooks/Brooks/Butler                                                  | 1958 |
| 235 | Conway Twitty                                         | It’s Only Make Believe | Twitty/Nance                                                          | 1958 |
| 236 | The Symbols                                           | Last Rose of Summer | Weiss/Pope                                                            | 1958 |
| 237 | Duane Eddy                                            | Peter Gunn | Henry Mancini                                                         | 1959 |
| 238 | Everly Brothers                                       | Poor Jenny | B & F Bryant                                                          | 1959 |
| 239 | The Flamingos                                         | I Only Have Eyes for You | Al Dubin/Harry Warren                                                 | 1959 |
| 240 | Sammy Turner                                          | Lavender Blue | Daniel/Morey                                                          | 1959 |
| 241 | John Lee Hooker                                       | No Shoes | Hooker                                                                | 1960 |
| 242 | Santo & Johnny                                        | The Long Walk Home | Farina/Farina/Farina                                                  | 1960 |
| 243 | The Capris                                            | There’s a Moon Out Tonight | A Gentile/A Striano/J Luccisano                                       | 1960 |
| 244 | Etta James                                            | At Last | C Carter                                                              | 1960 |
| 245 | Shep and the Limelites                                | Daddy’s Home | Sheppard/Basset/Baskerville                                           | 1961 |
| 246 | Roy Orbison                                           | Running Scared | Orbison/Melson                                                        | 1961 |
| 247 | Dick Dale                                             | Let’s Go Trippin‘ | Dale                                                                  | 1961 |
| 248 | Don and Juan                                          | What’s Your Name |                                                                       | 1961 |
| 249 | Arthur Alexander                                      | You’d Better Move On | Alexander                                                             | 1961 |
| 250 | Elvis Presley                                         | Return To Sender | Blackwell/Scott                                                       | 1962 |
| 251 | Marvin Gaye                                           | Stubborn Kind of Fellow | Gaye                                                                  | 1962 |
| 252 | Cliff Richard & The Shadows                           | We Say Yeah |                                                                       | 1962 |
| 253 | Del Shannon                                           | Hats Off to Larry | Shannon                                                               | 1962 |
| 254 | Jimmy Reed                                            | Too Much | O Boyd                                                                | 1963 |
| 255 | Bern Elliott and the Fenmen                           | Money | Bradford/Gordy                                                        | 1963 |
| 256 | The Beatles                                           | I Saw Her Standing There | Lennon/McCartney                                                      | 1963 |
| 257 | Lonnie Mack                                           | Memphis | Mack                                                                  | 1963 |
| 258 | Rolling Stones                                        | Carol | Berry                                                                 | 1964 |
| 259 | The Mighty Avengers                                   | So Much In Love | Jagger/Richards                                                       | 1964 |
| 260 | The Escorts                                           | The One To Cry | Weiss/Schlaks                                                         | 1964 |
| 261 | Roy Orbison                                           | It’s Over | Orbison/Dees                                                          | 1964 |
| 262 | Chuck Berry                                           | No Particular Place To Go | Berry                                                                 | 1964 |
| 263 | The Velvelettes                                       | Needle In A Haystack | William Stevenson/Norman Whitfield                                    | 1964 |
| 264 | The Shangri-Las                                       | Remember (Walking in the Sand) | Shadow Morton                                                         | 1964 |
| 265 | The Kingsmen                                          | Louie Louie | Richard Berry                                                         | 1964 |
| 266 | The Shadows                                           | The Rise and Fall of Flingel Bunt | Welch/Marvin/Rostill/Bennett                                          | 1964 |
| 267 | Bob Dylan                                             | It Takes a Lot to Laugh, It Takes a Train to Cry                                                                                                  | Dylan                                                                 | 1965 |
| 268 | The Hollies                                           | Look Through Any Window | Gouldman/Silverman                                                    | 1965 |
| 269 | Otis Redding                                          | Ole Man Trouble |                                                                       | 1965 |
| 270 | John Fahey                                            | Sail Away Ladies | Fahey                                                                 | 1965 |
| 271 | Leonard Cohen                                         | Sisters of Mercy | Leonard Cohen                                                         | 1966 |
| 272 | The Beatles                                           | And Your Bird Can Sing | Lennon/McCartney                                                      | 1966 |
| 273 | The Misunderstood                                     | I Can Take You To The Sun | Hill/Brown                                                            | 1966 |
| 274 | Jimi Hendrix                                          | Red House | Hendrix                                                               | 1966 |
| 275 | Otis Redding                                          | Try A Little Tenderness | Woods/Campbell/Connelly                                               | 1966 |
| 276 | Country Joe and the Fish                              | Pat’s Song | McDonald                                                              | 1967 |
| 277 | The Beatles                                           | I Am the Walrus | Lennon/McCartney                                                      | 1967 |
| 278 | The Who                                               | I Can See for Miles | Pete Townshend                                                        | 1967 |
| 279 | Rolling Stones                                        | She’s a Rainbow | Jagger/Richards                                                       | 1967 |
| 280 | Blue Cheer                                            | Summertime Blues | Eddie Cochran                                                         | 1967 |
| 281 | The Purple Gang                                       | Granny Takes a Trip | Beard/Bowyer                                                          | 1967 |
| 282 | Captain Beefheart                                     | Sure ’Nuff ’N Yes I Do | Don Van Vliet/Herb Berman                                             | 1967 |
| 283 | Love                                                  | The Castle | Arthur Lee                                                            | 1967 |
| 284 | Pink Floyd                                            | Arnold Layne | Syd Barrett                                                           | 1967 |
| 285 | James Carr                                            | The Dark End of the Street | Chips Moman/Dan Penn                                                  | 1967 |
| 286 | Cream                                                 | Crossroads | Robert Johnson                                                        | 1968 |
| 287 | Buffalo Springfield                                   | Expecting to Fly | Neil Young                                                            | 1968 |
| 288 | Bonzo Dog Doo-Dah Band                                | Canyons of Your Mind | Viv Stanshall                                                         | 1968 |
| 289 | ‘‘Tyrannosaurus Rex’‘                                 | Salamanda Palaganda | Marc Bolan                                                            | 1968 |
| 290 | Captain Beefheart                                     | Pachuco Cadaver | Captain Beefheart                                                     | 1969 |
| 291 | Andy Capp                                             | Popatop | Capp                                                                  | 1969 |
| 292 | Family                                                | Hung Up Down | Whitney/Chapman                                                       | 1969 |
| 293 | Mike Hart                                             | Almost Liverpool 8 | Hart                                                                  | 1969 |
| 294 | Rod Stewart                                           | An Old Raincoat Won’t Ever Let You Down | Stewart                                                               | 1970 |
| 295 | Tim Buckley                                           | Song to the Siren | Buckley                                                               | 1970 |
| 296 | Michael Chapman                                       | Postcards of Scarborough | Chapman                                                               | 1970 |
| 297 | James Brown                                           | Lowdown Popcorn | James Brown                                                           | 1970 |
| 298 | Rod Stewart                                           | Maggie May | Stewart/Quittenton                                                    | 1971 |
| 299 | The Tams                                              | Hey Girl Don’t Bother Me | Whitley                                                               | 1971 |
| 300 | Nilsson                                               | Without You | Pete Ham/Tom Evans                                                    | 1971 |
| 301 | Al Green                                              | Let’s Stay Together | Green/Jackson/Mitchell                                                | 1971 |
| 302 | Captain Beefheart                                     | Big Eyed Beans From Venus | Don Van Vliet                                                         | 1972 |
| 303 | Family                                                | My Friend The Sun | Whitney/Chapman                                                       | 1972 |
| 304 | Matching Mole                                         | O Caroline | Dave Sinclair/Robert Wyatt                                            | 1972 |
| 305 | Mel & Tim                                             | Starting All Over Again | Mitchell                                                              | 1972 |
| 306 | Thin Lizzy                                            | Whiskey in the Jar | Lynott/Bell/Downey                                                    | 1973 |
| 307 | Stealers Wheel                                        | Stuck in the Middle with You | Joe Egan/Gerry Rafferty                                               | 1973 |
| 308 | The Wailers                                           | Duppy Conqueror | Bob Marley                                                            | 1973 |
| 309 | The Allman Brothers Band                              | Jessica | Dickey Betts                                                          | 1973 |
| 310 | Status Quo                                            | Down Down | Rossi/Young                                                           | 1974 |
| 311 | Don Covay                                             | It’s Better To Have (And Don’t Need) | Covay/Watts                                                           | 1974 |
| 312 | Ann Peebles                                           | I Can’t Stand the Rain | Peebles/Bryant/Miller                                                 | 1974 |
| 313 | Richard & Linda Thompson                              | I Want to See the Bright Lights Tonight | R Thompson                                                            | 1974 |
| 314 | David Bowie                                           | Fame | Bowie/Lennon/Alomar                                                   | 1975 |
| 315 | Burning Spear                                         | Slavery Days |                                                                       | 1975 |
| 316 | Little Feat                                           | Long Distance Love | Lowell George                                                         | 1975 |
| 317 | Millie Jackson                                        | Loving Arms |                                                                       | 1975 |
| 318 | Racing Cars                                           | They Shoot Horses Don’t They? | Mortimer                                                              | 1976 |
| 319 | Jackson Browne                                        | Here Come Those Tears Again | Browne/Farnsworth                                                     | 1976 |
| 320 | The Upsetters                                         | Croaking Lizard | Lee „Scratch“ Perry                                                   | 1976 |
| 321 | Ramones                                               | I Don’t Wanna Walk Around With You | Ramones                                                               | 1976 |
| 322 | Eddie and the Hot Rods                                | Do Anything You Wanna Do | Douglas/Hollis                                                        | 1977 |
| 323 | The Slits                                             | Shoplifting | Pollitt/Albertine/Forster/Romero                                      | 1977 |
| 324 | The Motors                                            | Dancing The Night Away | Garvey/Mcmaster                                                       | 1977 |
| 325 | The Damned                                            | Stretcher Case | Rat Scabies/Brian James                                               | 1977 |
| 326 | Magazine                                              | Shot By Both Sides | Howard Devoto/Pete Shelley                                            | 1978 |
| 327 | The Rezillos                                          | I Can’t Stand My Baby | John Callis                                                           | 1978 |
| 328 | Culture                                               | See Them A Come | Culture                                                               | 1978 |
| 329 | The Undertones                                        | Teenage Kicks | John O’Neill                                                          | 1978 |
| 330 | Gang of Four                                          | At Home He’s A Tourist | Allen/Burnham/Gill/King                                               | 1979 |
| 331 | The Quads                                             | There Must Be Thousands | S Jones/J Doherty                                                     | 1979 |
| 332 | Misty in Roots                                        | Man Kind | Misty in Roots                                                        | 1979 |
| 333 | The Freshmen                                          | You Never Heard Anything Like It | Brown                                                                 | 1979 |
| 334 | Joy Division                                          | Twenty Four Hours | Joy Division                                                          | 1980 |
| 335 | The Fall                                              | Totally Wired | Riley/Scanlon/Steve Hanley/Smith                                      | 1980 |
| 336 | Sheena Easton                                         | 9 To 5 | Florrie Palmer                                                        | 1980 |
| 337 | Golinski Brothers                                     | Bloody | Gibbs/Golinski/Harries                                                | 1980 |
| 338 | The Birthday Party                                    | Release The Bats | Cave/Harvey                                                           | 1981 |
| 339 | The Specials                                          | Ghost Town | Dammers                                                               | 1981 |
| 340 | Heaven 17                                             | (We Don’t Need This) Fascist Groove Thang |                                                                       | 1981 |
| 341 | Altered Images                                        | Dead Pop Stars | Altered Images                                                        | 1981 |
| 342 | Culture                                               | Lion Rock | Joseph Hill                                                           | 1982 |
| 343 | Grandmaster Flash & the Furious Five                  | The Message | Fletcher/Glover/Chase/Robinson                                        | 1982 |
| 344 | Robert Wyatt                                          | Shipbuilding | Langer/Costello                                                       | 1982 |
| 345 | Artery                                                | Into The Garden | Gouldthorpe/Fidler/Wilson/Hinkler/McKenzie                            | 1982 |
| 346 | The Fall                                              | The Man Whose Head Expanded | Hanley/Scanlon/Smith                                                  | 1983 |
| 347 | The Fall                                              | Kicker Conspiracy | Smith                                                                 | 1983 |
| 348 | New Order                                             | Leave Me Alone | New Order                                                             | 1983 |
| 349 | This Mortal Coil                                      | Song To The Siren | Tim Buckley                                                           | 1983 |
| 350 | Mighty Wah!                                           | Come Back | Wylie                                                                 | 1984 |
| 351 | The Fall                                              | Lay of the Land | M. E. Smith/B. Smith                                                  | 1984 |
| 352 | Half Pint                                             | Money Man Skank |                                                                       | 1984 |
| 353 | The Smiths                                            | Reel Around The Fountain | Marr                                                                  | 1984 |
| 354 | The Jesus and Mary Chain                              | Never Understand | W & J Reid                                                            | 1985 |
| 355 | Billy Bragg                                           | Between The Wars | Bragg                                                                 | 1985 |
| 356 | Roxanne Shante                                        | Queen of the Rox |                                                                       | 1985 |
| 357 | Wedding Present                                       | Go Out and Get ’Em Boy |                                                                       | 1985 |
| 358 | Salt-N-Pepa                                           | Tramp |                                                                       | 1986 |
| 359 | Half Man Half Biscuit                                 | The Trumpton Riots | Blackwell/Crossley                                                    | 1986 |
| 360 | Billy Bragg                                           | Levi Stubbs’ Tears | Bragg                                                                 | 1986 |
| 361 | Culture                                               | Capture Rasta | Hill/Walker/Dayes                                                     | 1986 |
| 362 | Eric B & Rakim                                        | I Know You Got Soul | Eric B & Rakim                                                        | 1987 |
| 363 | Big Black                                             | L Dopa | Big Black                                                             | 1987 |
| 364 | Barmy Army                                            | Sharp As A Needle | Maxwell                                                               | 1987 |
| 365 | The Fall                                              | Hit The North | Smith/Rogers/Smith                                                    | 1987 |
| 366 | Carcass                                               | Cadaveric Incubator of Endo Parasites | Carcass                                                               | 1988 |
| 367 | My Bloody Valentine                                   | You Made Me Realise | K Shields                                                             | 1988 |
| 368 | Mudhoney                                              | Sweet Young Thing Ain’t Sweet No More | Mudhoney                                                              | 1988 |
| 369 | Humanoid                                              | Stakker Humanoid | Brian Dougans                                                         | 1988 |
| 370 | Pixies                                                | Wave of Mutilation | Black Francis                                                         | 1989 |
| 371 | New Order                                             | Vanishing Point | New Order                                                             | 1989 |
| 372 | Pocket FishRmen                                       | The Leader Is Burning | Brant Bingamon                                                        | 1989 |
| 373 | Moloko                                                | In the Midnight Hour | Pickett/Cropper                                                       | 1989 |
| 374 | The Would Be’s                                        | I’m Hardly Ever Wrong | M Finnegan/E Finnegan                                                 | 1990 |
| 375 | Nirvana                                               | Sliver | Nirvana                                                               | 1990 |
| 376 | Pavement                                              | Summer Babe | Pavement                                                              | 1990 |
| 377 | Babes In Toyland                                      | House | Babes In Toyland                                                      | 1990 |
| 378 | The Fall                                              | A Lot of Wind | M E Smith                                                             | 1991 |
| 379 | PJ Harvey                                             | Dress | Harvey                                                                | 1991 |
| 380 | Wayne Wonder & Cutty Ranks                            | Lambada | Thomas                                                                | 1991 |
| 381 | Diblo & Le Groupe Loketo                              | Joie De Vivre | Diblo                                                                 | 1991 |
| 382 | Dr Devious & His Wisemen                              | Cyberdream | Dr Devious                                                            | 1992 |
| 383 | Anthony Red Rose                                      | Tempo |                                                                       | 1992 |
| 384 | The Wedding Present                                   | Silver Shorts | Gedge                                                                 | 1992 |
| 385 | Sonic Youth                                           | Sugar Kane | Sonic Youth                                                           | 1992 |
| 386 | New Decade                                            | Statue of Gold | New Decade                                                            | 1993 |
| 387 | Elastica                                              | Stutter | Frischmann/Elastica                                                   | 1993 |
| 388 | New Bad Things                                        | I Suck | New Bad Things                                                        | 1993 |
| 389 | Shaba Kahamba                                         | Bitumba | Gustave/Apatout                                                       | 1993 |
| 390 | Stereolab                                             | Ping Pong | Gane/Sadier                                                           | 1994 |
| 391 | Inspiral Carpets feat Mark E. Smith                   | I Want You | Inspiral Carpets                                                      | 1994 |
| 392 | Orbital                                               | Are We Here (industry Standard mix) | P&P Hartnoll                                                          | 1994 |
| 393 | Canopy & Matrix                                       | Arkines Lost | Canopy & Matrix                                                       | 1994 |
| 394 | Dreadzone                                             | Zion Youth | Dreadzone                                                             | 1995 |
| 395 | Pulp                                                  | Sorted for E’s & Wizz | Cocker/Mackey/Senior/Banks/Doyle                                      | 1995 |
| 396 | Long Fin Killie & Mark E. Smith                       | Heads of Dead Surfers |                                                                       | 1995 |
| 397 | Safe Deposit                                          | You Can’t | Safe Deposit                                                          | 1995 |
| 398 | Dick Dale                                             | Nitrus | Dale                                                                  | 1996 |
| 399 | Belle & Sebastian                                     | The State I’m In | Stuart Murdoch                                                        | 1996 |
| 400 | Kenickie                                              | Come Out 2 Nite | Lauren Laverne                                                        | 1996 |
| 401 | DJ Kaos                                               | Hold Me Now | DJ Kaos                                                               | 1996 |
| 402 | Inter                                                 | Happy Ending | Boylan/Bray/Gill/Stovold                                              | 1997 |
| 403 | Clinic                                                | IPC Subeditors Dictate Our Youth | Clinic                                                                | 1997 |
| 404 | Helen Love                                            | Does Your Heart Go Boom | Helen Love                                                            | 1997 |
| 405 | The Delgados                                          | Pull The Wires From The Wall |                                                                       | 1997 |
| 406 | Derrero                                               | Radar Intruder | Derrero                                                               | 1998 |
| 407 | Entity Squad                                          | Du fährst mich verrückt |                                                                       | 1998 |
| 408 | Half Man Half Biscuit                                 | Turn A Blind Eye | Half Man Half Biscuit                                                 | 1998 |
| 409 | Boards of Canada                                      | Aquarius | Sandison/Eoin                                                         | 1998 |
| 410 | Cay                                                   | Princes & Princesses | Cay                                                                   | 1999 |
| 411 | Yo La Tengo                                           | It Takes A Lot To Laugh, It Takes A Train To Cry                                                                                                  | Bob Dylan                                                             | 1999 |
| 412 | Monkey Steals the Drum                                | Injured Birds | Monkey Steals The Drum                                                | 1999 |
| 413 | Princess Kaiulani                                     | Alamoana Fade Away | Princess Kaiulani                                                     | 1999 |
| 414 | Brian and Tony Gold                                   | Not Perfect | Morrison/Thompson/Bryan                                               | 1999 |
| 415 | New Order                                             | Brutal | New Order                                                             | 2000 |
| 416 | Cinerama                                              | Manhattan | Gedge/Cleave                                                          | 2000 |
| 417 | Kid Koala                                             | Music For Morning People | Kid Koala                                                             | 2000 |
| 418 | Alfie                                                 | Sure & Simple Time | Alfie                                                                 | 2000 |